# Aristolochia mathewsii
Aristolochia mathewsii är en piprankeväxtart som beskrevs av Pierre Étienne Simon Duchartre. Aristolochia mathewsii ingår i släktet piprankor, och familjen piprankeväxter. Inga underarter finns listade i Catalogue of Life.